# Râul Lindina
Râul Lindina este un curs de apă, afluent al râului Nera. 